# XML validation
XML validation 是用xml(可扩展标记语言)写的检验一个文档过程以确认这是“良好的格式”和它是调整到规定的结构。一个“良好的格式”文档按照xml设计的基本规则来设计文档的。 另外一个有效的文件方面的规则由DTD或XML架构决定，此外，可扩展的工具，如OASIS的CAM的标准规范，提供内容和结构的验证比基本架构更灵活。
xmllint 是一个命令行的XML工具，可以执行XML验证。它可以找到的UNIX/Linux 环境. 一个例子使用此程序进行验证的文件称作example.xml是xmllint --valid --noout example.xml 

### XML的工具包
- The XML C parser and toolkit of Gnome – libxml includes xmllint
- Windows port of libxml （页面存档备份，存于） – maintained by Igor Zlatkovic

### 在线校验XML文件
- http://www.xmlvalidation.com/ （页面存档备份，存于）
- https://web.archive.org/web/19990202042956/http://www.stg.brown.edu/service/xmlvalid/
- http://www.jcam.org.uk （页面存档备份，存于）

### 文章探讨XML验证
- DEVX March, 2009 - Taking XML Validation to the Next Level: Introducing CAM （页面存档备份，存于）